# Riedelia nymanii
Riedelia nymanii är en enhjärtbladig växtart som beskrevs av Karl Moritz Schumann. Riedelia nymanii ingår i släktet Riedelia och familjen Zingiberaceae. Inga underarter finns listade i Catalogue of Life.